# Отиуг
Отиуг (англ. otyugh; вероятно от др.-греч. οὖς (род. п. ὠτός) «ухо»  и ὄγχος «коготь, крюк»; букв. «когтеух») — чудовище, придуманное Гари Гайгэксом для настольной ролевой игры Dungeons & Dragons, которую он создал в 1974 году совместно с Дэйвом Арнесоном. Отиуг впервые появляется в первом издании Monster Manual («Руководство по монстрам», 1977), где описывается как подземное всеядное животное, питающееся в основном навозом, отбросами и падалью.
Другое название отиуга — гулгутра (англ. gulguthra).

## Описание
Отиуг — трёхногое животное, снабженное парой длинных щупалец с шипастыми лопастями на концах. Три глаза на подвижном стебле позволяют отиугу быстро осматривать окрестности. Вес взрослой особи — около 500 фунтов (227 кг), то есть как у крупного самца тигра. Обитает под землёй, в местах типа канализации. По земле передвигается довольно медленно, хотя способен быстро разворачиваться. Хватает жертву своими длинными когтистыми щупальцами.
Отиуги встречается чаще всего поодиночке или в небольших группах до четырёх особей.
Сезон размножения — один месяц в году. Достигают зрелости за 4 месяца.

## История публикаций
- Advanced Dungeons & Dragons, первая редакция (1977—1988)
  - Monster Manual (1977)
  - Журнал Dragon #96 (April 1985), Эд Гринвуд, статья «Экология гулгутры»
- Advanced Dungeons & Dragons, вторая редакция (1989—1999)
  - Monstrous Compendium Volume Two (1989)
  - Monster Manual (1993)
  - Большой отиуг (англ. the greater otyugh) для сценария Forgotten Realms campaign setting появляется в наборе The Ruins of Undermountain (1991)
- Dungeons & Dragons, редакция 3.0 (2000—2002)
  - Monster Manual (2000)

- Dungeons & Dragons, редакция 3.5 (2003—2007)
  - Monster Manual (2003)
  - «Отиуг, высасывающий жизнь» (англ. lifeleech otyugh) появляется в Monster Manual III (2004)

- Dungeons & Dragons, редакция 4 (2008—2013)
  - Monster Manual (2008)

- Dungeons & Dragons, редакция 5 (2014-)
  - Monster Manual (2014)